# Jean-Michel Aubevert
 (septembre 2022).
Si vous disposez d'ouvrages ou d'articles de référence ou si vous connaissez des sites web de qualité traitant du thème abordé ici, merci de compléter l'article en donnant les références utiles à sa vérifiabilité et en les liant à la section « Notes et références ».
Jean-Michel Aubevert est un poète belge, né le 21 juin 1952 à Uccle. 

### Prose
- La Chute dans le Miroir, Éditions De Boeck Université, Louvain-la-Neuve, 1991
- Enfant de son Père, Éditions du Rewidiage, Lille, 1999
- La Leçon d'écriture (pamphlet), Éditions de l’Âne qui Butine, Mouscron, 2007
- Lettre à un jeune paroissien - Journal d'un retour (sous-titre), Éditions Le Coudrier, 2016

### Poésie
- Nombre de chienne, Éditions de l'Arbre à Paroles, Amay, 1997
- Avec les petites filles, Éditions de la Maison de la Gare, Lille,
- Dormeurs égalitaires, Éditions de l'Amble, Romainmôtier, 2000
- Les Enchantements, Éditions Le Coudrier, Mont-Saint-Guibert, 2001. Photocompositions de Joëlle Aubevert
- Abracadabra!, Éditions Le Coudrier, Mont-Saint-Guibert, 2001
- Poème des lampes, Éditions de l'Épi de Seigle, Lille, 2003
- Notre Patrie des schizophrènes, Éditions Le Coudrier, Mont-Saint-Guibert, 2004
- Cette eau si claire, Éditions Le Coudrier, collection Sortilèges, Mont-Saint-Guibert, 2005. Photocompositions de Joëlle Aubevert
- Bestiaire ornithorynque: l'édition de tête de recueil a été réalisée les Éditions de l'Âne qui Butine, Mouscron, en 2005 ; il s'agit de 22 exemplaires numérotés, manuscrits par l'auteur et comprenant chacun 3 gravures animalières du XIXe siècle. Conjointement à ces livres d'artiste, les Éditions Le Coudrier, Mont-Saint-Guibert ont publié l'ensemble des textes, rehaussés d'un avant-dire de Jacques Izoard et de collages de Philippe Lemaire.
- Chemin du dernier vivant, Éditions Le Coudrier, Mont-Saint-Guibert, 2006. Avant-dire de Béatrice Libert. Photocompositions de Joëlle Aubevert. Ce livre existe en 20 exemplaires numérotés dans la collection Sortilèges.
- La Leçon d'écriture, collection "les Pamphlets" L'Âne qui butine, 2007
- Chairs de peau, Éditions Le Coudrier,collection Sortilèges, 2007
- Venir au jour*, Éditions Le Coudrier, 2008. Avant-dire d'Anne-Marie Derèse. Photocompositions de Joëlle Aubevert. Ce livre existe en 20 exemplaires numérotés dans la collection Sortilèges
- Les Utilités du rêve, Éditions Le Coudrier, 2011. Pastels de Catherine Berael. Ce livre existe aussi en 20 exemplaires uniques numérotés, comprenant chacun 1 dessin original de Catherine Berael, 1 texte manuscrit par l'auteur et un extrait de la composition musicale réalisée par le pianiste Piet Lincken en regard de ces textes.
- De lanterne et d'améthyste, Éditions Le Coudrier, 2012.Photos de Joëlle Aubevert.Ce livre existe aussi en 20 exemplaires uniques numérotés, comprenant chacun une série de photos originales de Joëlle Aubevert.
- Soleils vivaces, Éditions Le Coudrier, 2015.
- Journal d'un départ - Photographies de Bretagne (sous-titre), Éditions Le Coudrier, 2016. Photos de Joëlle Aubevert. Ce livre existe aussi dans la collection Sortilèges, en 20 exemplaires numérotés, au format A4.
- Une enfance heureuse, Editions Le Coudrier, Collection Sortilèges, 2017, illustrations de Michel Van den Bogaerde
- Tout cœur amoureux est révolutionnaire, Editions Le Coudrier, 2018

Participation à des ouvrages collectifs :
- 'Cahier Chronique n° 2, Ed. l’Âne qui Butine, Mouscron, 2002
- Venise, Ed. l’Âne qui Butine, Mouscron
- Le Mur (anthologie), Ed. Estuaires, Dudelange, 2005
- Résonances (anthologie), Ed. Mémor, Bruxelles, 2006
- Photomancies, Ed. Le Coudrier, Mt-St-Guibert, 2006
- Piqué des vers, Espace Nord, Bruxelles, 2011

### Publié en complément de revues
- Épiphanie des Pissenlits, 2002 (dans "Comme un Terrier dans l'Igloo", Lille)
- Cavernes de l'Ange, 2003, numéro hors-série de la Nouvelle Revue Moderne (Villeneuve d'Ascq) consacré à l'auteur.

Jean-Michel Aubevert a, par ailleurs, publié de nombreux textes, tant poétiques que d'opinion, dans diverses revues, dont l'Arbre à Paroles, Dixformes-Informes, Comme un Terrier dans l'Igloo, Bleu d'Encre, la Nouvelle Revue Moderne, Matières à Poésie...